# Slim K
Slim Khezri, känd som Slim K, född 18 juli 1972 i Lübeck i Tyskland, är en tysk-amerikansk sångare, låtskrivare, författare, producent, regissör, redaktör, affärsman och skådespelare.

## Biografi
Khezri föddes i Lübeck i Tyskland. Han föddes som första barnet av tre syskon. Föräldrarna var uppväxta kring medelhavet men hade tunisisk påbrå. Under uppväxten bodde han i Timmendorfer Strand och Lübeck i Tyskland, samt Tunis och Jendouba i Tunisien. Sedan slutet av 1990-talet har han varit bosatt i Los Angeles (USA), Tyskland och Tunisien.[källa behövs]
Khezri är kusin med svenska författaren Jonas Hassen Khemiri.

## Karriär
Khezris karriär inleddes i Europa i början av 1990-talet, då han gjorde sig känd som Michael Jackson-imitatör (levande sång och exakt danskopia). Karriären som Micharl Jackson-imitatör avrundade han på German Bowl XXII Halftime Show år 2000, varefter han flyttade till Los Angeles, USA.
Sedan 2000 har han ägnat sig åt sin solokarriär, men under 2007 framträdde han åter som Michael Jackson, då i japansk TV. Samma år, 2007, operadebuterade Khezri. Då i rollen som fånge i Beethovens Fidelio. Sommaren 2007 arbetade han tillsammans med Britney Spears på hennes musikvideo Gimme More.
Året därpå, 2008, spelade han återigen i en opera, nu i rollen som en venetiansk dignitär i Verdis Otello i en uppsättning med Los Angeles-operan. Den 27 maj samma år  släppte Khezri den egna singeln Burn the Disco. Han var även med i filmatiseringen av Dan Browns Änglar och demoner, uppföljaren till Da Vinci-koden, samt i ett avsnitt av Gene Simmons Family Jewels. I september  arbetade han tillsammans med Fall Out Boy på deras musikvideo I don't care, och med Panic at the Disco på videon Northern Downpour. Den 1 augusti 2009 spelade Khezri en scen med Margarita Rühl i den tyska tv-serien Mission Hollywood på RTL.[källa behövs]
Den 7 maj 2010 släppte Sony Music Entertainment albumet Campari Sunset House Club där Khezris låt Burn The Disco fanns med i en remixad version av Mercenk Sinan.
Khezri har spelat mindre biroller filmer som  Pirates of the Caribbean 3, The Sexaholic och Article 301. Vidare har han uppträtt och samarbetat med artister som Backstreet Boys, Dr Alban, Army of Lovers, Haddaway, DJ Bobo, * NSYNC, Worlds Apart och Captain Hollywood Project. Han har även arbetat i Tyskland med Sarah Connor och Ayman).[källa behövs]